# 17963 Vonderheydt
17963 Vonderheydt là một tiểu hành tinh vành đai chính với chu kỳ quỹ đạo là 1299.0005562 ngày (3.56 năm).
Nó được phát hiện ngày 10 tháng 5 năm 1999.